# Lijst van nummer 1-hits in Australië in 1994
Deze hits stonden in 1994 op nummer 1 in de ARIA Charts, de bekendste hitlijst in Australië.
| Datum        | Artiest                          | Titel                                |
| ------------ | -------------------------------- | ------------------------------------ |
| 2 januari    | Geen lijst verschenen            | Geen lijst verschenen                |
| 9 januari    | Bryan Adams                      | Please Forgive Me                    |
| 16 januari   | DJ Jazzy Jeff & The Fresh Prince | Boom! Shake the Room                 |
| 23 januari   | Bryan Adams, Rod Stewart & Sting | All for Love                         |
| 30 januari   | Bryan Adams, Rod Stewart & Sting | All for Love                         |
| 6 februari   | Cut 'N' Move                     | Give It Up                           |
| 13 februari  | Cut 'N' Move                     | Give It Up                           |
| 20 februari  | Cut 'N' Move                     | Give It Up                           |
| 27 februari  | Cut 'N' Move                     | Give It Up                           |
| 6 maart      | East 17                          | It's Alright                         |
| 13 maart     | East 17                          | It's Alright                         |
| 20 maart     | East 17                          | It's Alright                         |
| 27 maart     | East 17                          | It's Alright                         |
| 3 april      | East 17                          | It's Alright                         |
| 10 april     | East 17                          | It's Alright                         |
| 17 april     | East 17                          | It's Alright                         |
| 24 april     | Céline Dion                      | The Power of Love                    |
| 1 mei        | Ace of Base                      | The Sign                             |
| 8 mei        | Ace of Base                      | The Sign                             |
| 15 mei       | Ace of Base                      | The Sign                             |
| 22 mei       | Ace of Base                      | The Sign                             |
| 29 mei       | O(+>                             | The Most Beautiful Girl in the World |
| 5 juni       | The Symbol                       | The Most Beautiful Girl in the World |
| 12 juni      | Crash Test Dummies               | Mmm Mmm Mmm Mmm                      |
| 19 juni      | Crash Test Dummies               | Mmm Mmm Mmm Mmm                      |
| 26 juni      | Crash Test Dummies               | Mmm Mmm Mmm Mmm                      |
| 3 juli       | Wet Wet Wet                      | Love Is All Around                   |
| 10 juli      | Wet Wet Wet                      | Love Is All Around                   |
| 17 juli      | Wet Wet Wet                      | Love Is All Around                   |
| 24 juli      | Wet Wet Wet                      | Love Is All Around                   |
| 31 juli      | Wet Wet Wet                      | Love Is All Around                   |
| 7 augustus   | Wet Wet Wet                      | Love Is All Around                   |
| 14 augustus  | All-4-One                        | I Swear                              |
| 21 augustus  | All-4-One                        | I Swear                              |
| 28 augustus  | All-4-One                        | I Swear                              |
| 4 september  | All-4-One                        | I Swear                              |
| 11 september | All-4-One                        | I Swear                              |
| 18 september | Kylie Minogue                    | Confide in Me                        |
| 25 september | Kylie Minogue                    | Confide in Me                        |
| 2 oktober    | Kylie Minogue                    | Confide in Me                        |
| 9 oktober    | Kylie Minogue                    | Confide in Me                        |
| 16 oktober   | Boyz II Men                      | I'll Make Love to You                |
| 23 oktober   | Boyz II Men                      | I'll Make Love to You                |
| 30 oktober   | Silverchair                      | Tomorrow                             |
| 6 november   | Silverchair                      | Tomorrow                             |
| 13 november  | Silverchair                      | Tomorrow                             |
| 20 november  | Silverchair                      | Tomorrow                             |
| 27 november  | Silverchair                      | Tomorrow                             |
| 4 december   | Silverchair                      | Tomorrow                             |
| 11 december  | Sheryl Crow                      | All I Wanna Do                       |
| 18 december  | The Cranberries                  | Zombie                               |
| 25 december  | The Cranberries                  | Zombie                               |